# Premier League 2002/2003
Soutěžní ročník Premier League 2002/03 byl 11. ročníkem Premier League, tedy anglické nejvyšší fotbalové ligy. Soutěž byla započata 17. srpna 2002 a poslední kolo se odehrálo 11. května 2003. Liga se skládala z 20 klubů. 
Arsenal obhajoval titul z minulé sezóny. Tento ročník ale ovládl Manchester United, pro který to byl už 8. titul od založení Premier League v roce 1992. Jistotu titulu získal dvě kola před koncem sezóny, když druhý Arsenal prohrál 2:3 s Leedsem United. 

## Složení ligy v ročníku 2002/03
Soutěže se účastnilo 20 celků. K prvním sedmnácti z minulého ročníku se připojili nováčci Manchester City a West Bromwich Albion, kteří si účast zajistili již v základní části předcházejícího ročníku Football League First Division, a Birmingham City, ten si účast vybojoval vítězstvím v play off. Opačným směrem putovala mužstva Ipswich Townu, Derby County a Leicesteru City.
| Klub                 | 2001/02          | Město               | Stadión               |
| -------------------- | ---------------- | ------------------- | --------------------- |
| Arsenal              | Zlatá medaile    | Londýn              | Arsenal Stadium       |
| Liverpool            | Stříbrná medaile | Liverpool           | Anfield               |
| Manchester United    | Bronzová medaile | Manchester          | Old Trafford          |
| Newcastle United     | 4.               | Newcastle upon Tyne | St James' Park        |
| Leeds United         | 5.               | Leeds               | Elland Road           |
| Chelsea              | 6.               | Londýn              | Stamford Bridge       |
| West Ham United      | 7.               | Londýn              | Boleyn Ground         |
| Aston Villa          | 8.               | Birmingham          | Villa Park            |
| Tottenham Hotspur    | 9.               | Londýn              | White Hart Lane       |
| Blackburn Rovers     | 10.              | Blackburn           | Ewood Park            |
| Southampton          | 11.              | Southampton         | St Mary's Stadium     |
| Middlesbrough        | 12.              | Middlesbrough       | Riverside Stadium     |
| Fulham               | 13.              | Londýn              | Loftus Road (dočasně) |
| Charlton Athletic    | 14.              | Londýn              | The Valley            |
| Everton              | 15.              | Liverpool           | Goodison Park         |
| Bolton Wanderers     | 16.              | Bolton              | Reebok Stadium        |
| Sunderland           | 17.              | Sunderland          | Stadium of Light      |
| Manchester City      | First Division   | Manchester          | Maine Road            |
| West Bromwich Albion | First Division   | West Bromwich       | The Hawthorns         |
| Birmingham City      | First Division   | Birmingham          | St Andrew's           |

### Realizační týmy a dresy
| Klub                 | Trenér                    | Kapitán          | Výrobce dresu  | Sponzor dresu                  |
| -------------------- | ------------------------- | ---------------- | -------------- | ------------------------------ |
| Arsenal              | Arsène Wenger             | Patrick Vieira   | Nike           | O2                             |
| Aston Villa          | Graham Taylor             | Steve Staunton   | Diadora        | Rover Company                  |
| Birmingham City      | Steve Bruce               | Jeff Kenna       | Le Coq Sportif | Phones4U                       |
| Blackburn Rovers     | Graeme Souness            | Garry Flitcroft  | Kappa          | AMD Processors                 |
| Bolton Wanderers     | Sam Allardyce             | Guðni Bergsson   | Reebok         | Reebok                         |
| Charlton Athletic    | Alan Curbishley           | Graham Stuart    | Le Coq Sportif | All Sport                      |
| Chelsea              | Claudio Ranieri           | Marcel Desailly  | Umbro          | Fly Emirates                   |
| Everton              | David Moyes               | David Weir       | Puma           | Kejian                         |
| Fulham               | Chris Coleman (dočasný)   | Andy Melville    | Adidas         | Betfair                        |
| Leeds United         | Peter Reid                | Dominic Matteo   | Nike           | Strongbow                      |
| Liverpool            | Gérard Houllier           | Sami Hyypiä      | Reebok         | Carlsberg                      |
| Manchester City      | Kevin Keegan              | Ali Benarbia     | Le Coq Sportif | First Advice                   |
| Manchester United    | Alex Ferguson             | Roy Keane        | Nike           | Vodafone                       |
| Middlesbrough        | Steve McClaren            | Gareth Southgate | Erreà          | Dial-a-Phone                   |
| Newcastle United     | Bobby Robson              | Alan Shearer     | Adidas         | NTL                            |
| Southampton          | Gordon Strachan           | Jason Dodd       | Saints         | Friends Provident              |
| Sunderland           | Mick McCarthy             | Michael Gray     | Nike           | Reg Vardy                      |
| Tottenham Hotspur    | Glenn Hoddle              | Teddy Sheringham | Kappa          | Thomson                        |
| West Bromwich Albion | Gary Megson               | Sean Gregan      | The Baggies    | West Bromwich Building Society |
| West Ham United      | Trevor Brooking (dočasný) | Joe Cole         | Fila           | Dr. Martens                    |

### Trenérské změny
| Klub            | Odcházející trenér | Důvod odchodu | Datum odchodu   | Pozice v tabulce | Příchozí trenér           | Datum příchodu   |
| --------------- | ------------------ | ------------- | --------------- | ---------------- | ------------------------- | ---------------- |
| Leeds United    | David O'Leary      | Vyhozen       | 27. června 2002 | Před sezónou     | Terry Venables            | 8. července 2002 |
| Sunderland      | Peter Reid         | Vyhozen       | 7. října 2002   | 17. místo        | Howard Wilkinson          | 10. října 2002   |
| Sunderland      | Howard Wilkinson   | Vyhozen       | 10. března 2003 | 20. místo        | Mick McCarthy             | 12. března 2003  |
| Leeds United    | Terry Venables     | Vyhozen       | 21. března 2003 | 15. místo        | Peter Reid                | 21. března 2003  |
| Fulham          | Jean Tigana        | Vyhozen       | 17. dubna 2003  | 15. místo        | Chris Coleman (dočasný)   | 17. dubna 2003   |
| West Ham United | Glenn Roeder       | Nemoc         | 22. dubna 2003  | 18. místo        | Trevor Brooking (dočasný) | 25. dubna 2003   |

## Tabulka
| Poř. | Tým                      | Z  | V  | R  | P  | VG | OG | B  |
| ---- | ------------------------ | -- | -- | -- | -- | -- | -- | -- |
| 1.   | Manchester United (C)    | 38 | 25 | 8  | 5  | 74 | 34 | 83 |
| 2.   | Arsenal                  | 38 | 23 | 9  | 6  | 85 | 42 | 78 |
| 3.   | Newcastle United         | 38 | 21 | 6  | 11 | 63 | 48 | 69 |
| 4.   | Chelsea                  | 38 | 19 | 10 | 9  | 68 | 38 | 67 |
| 5.   | Liverpool                | 38 | 18 | 10 | 10 | 61 | 41 | 64 |
| 6.   | Blackburn Rovers         | 38 | 16 | 12 | 10 | 52 | 43 | 60 |
| 7.   | Everton                  | 38 | 17 | 8  | 13 | 48 | 49 | 59 |
| 8.   | Southampton              | 38 | 13 | 13 | 12 | 43 | 46 | 52 |
| 9.   | Manchester City          | 38 | 15 | 6  | 17 | 47 | 54 | 51 |
| 10.  | Tottenham Hotspur        | 38 | 14 | 8  | 16 | 51 | 62 | 50 |
| 11.  | Middlesbrough            | 38 | 13 | 10 | 15 | 48 | 44 | 49 |
| 12.  | Charlton Athletic        | 38 | 14 | 7  | 17 | 45 | 56 | 49 |
| 13.  | Birmingham City          | 38 | 13 | 9  | 16 | 41 | 49 | 48 |
| 14.  | Fulham                   | 38 | 13 | 9  | 16 | 41 | 50 | 48 |
| 15.  | Leeds United             | 38 | 14 | 5  | 19 | 58 | 57 | 47 |
| 16.  | Aston Villa              | 38 | 12 | 9  | 17 | 42 | 47 | 45 |
| 17.  | Bolton Wanderers         | 38 | 10 | 14 | 14 | 41 | 51 | 44 |
| 18.  | West Ham United (R)      | 38 | 10 | 12 | 16 | 42 | 59 | 42 |
| 19.  | West Bromwich Albion (R) | 38 | 6  | 8  | 24 | 29 | 65 | 26 |
| 20.  | Sunderland (R)           | 38 | 4  | 7  | 27 | 21 | 65 | 19 |

Pravidla pro klasifikaci: 1) Body; 2) Gólový rozdíl; 3) vstřelené góly
(C) Šampion; (R) Sestupující
|  | Postup do základní skupiny Ligy mistrů   |
|  | Postup do třetího předkola Ligy mistrů   |
|  | Postup do prvního kola Poháru UEFA       |
|  | Postup do předkola Poháru UEFA           |
|  | Sestup do Football League First Division |

Poznámky
1. ↑  Vítězem EFL Cupu se stal Liverpool. Do Poháru UEFA se tak kvalifikoval 6. nejlepší tým v lize (Blackburn Rovers)
2. ↑  Southampton se kvalifikoval do Poháru UEFA díky postupu do finále FA Cupu (vítězem se stal Arsenal)
3. ↑  Manchester City se kvalifikoval do předkola Poháru UEFA díky UEFA Fair Play

## Statistiky

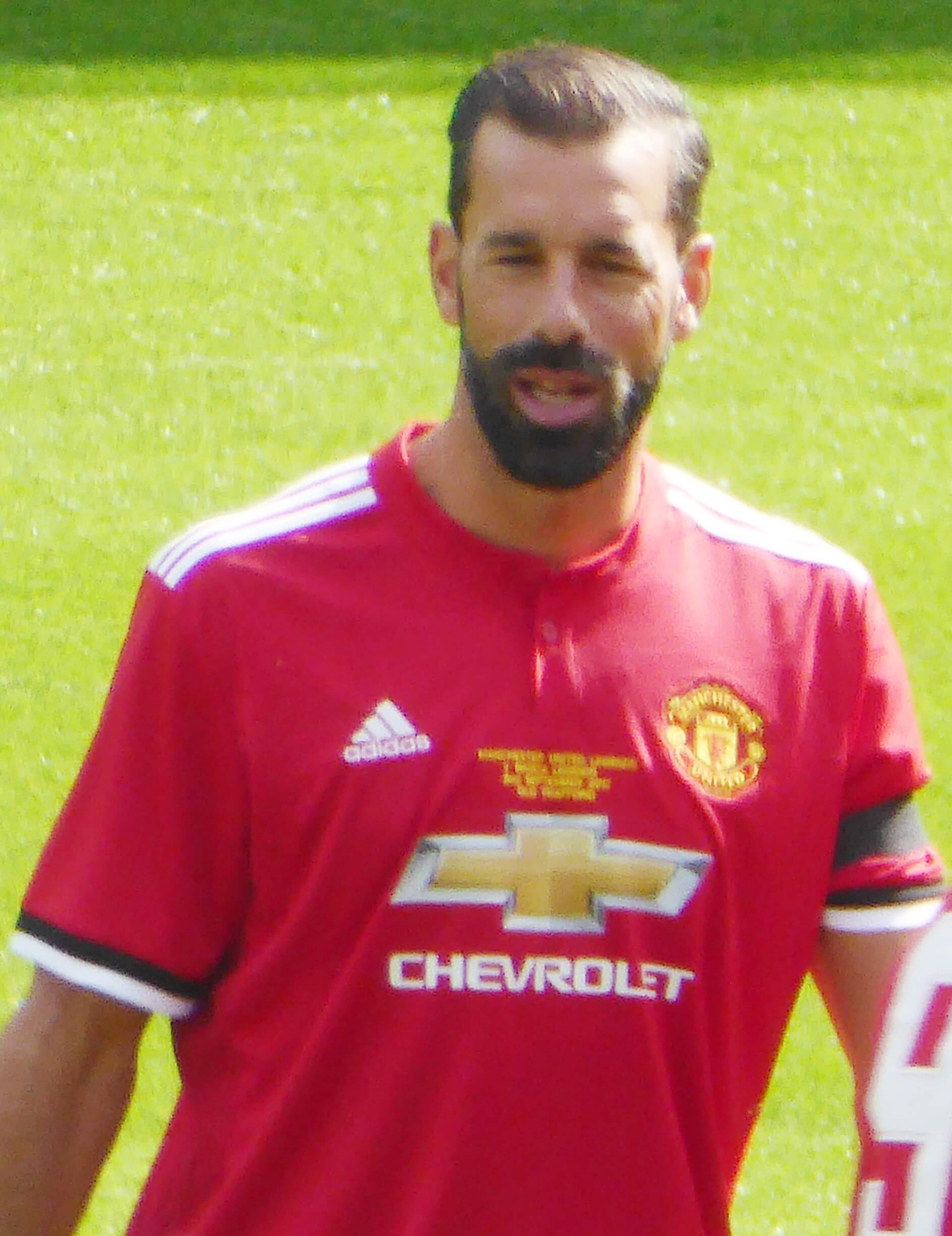
Ruud van Nistelrooy se stal nejlepším střelcem Premier League, a to s 25 góly.

### Střelci

#### Nejlepší střelci
|    | Hráč                | Klub                           | Góly |
| -- | ------------------- | ------------------------------ | ---- |
| 1. | Ruud van Nistelrooy | Manchester United              | 25   |
| 2. | Thierry Henry       | Arsenal                        | 24   |
| 3. | James Beattie       | Southampton                    | 23   |
| 4. | Mark Viduka         | Leeds United                   | 20   |
| 5. | Michael Owen        | Liverpool                      | 19   |
| 6. | Alan Shearer        | Newcastle United               | 17   |
| 7. | Nicolas Anelka      | Manchester City                | 14   |
| 7. | Robbie Keane        | Leeds United/Tottenham Hotspur | 14   |
| 7. | Harry Kewell        | Leeds United                   | 14   |
| 7. | Robert Pirès        | Arsenal                        | 14   |
| 7. | Paul Scholes        | Manchester United              | 14   |
| 7. | Gianfranco Zola     | Chelsea                        | 14   |

#### Hattricky
| Hráč                | Klub              | Soupeř               | Skóre   | Datum              | Ref    |
| ------------------- | ----------------- | -------------------- | ------- | ------------------ | ------ |
| Michael Owen        | Liverpool         | Manchester City      | 3:0 (H) | 28. září 2002      | [ 10 ] |
| James Beattie       | Southampton       | Fulham               | 4:2 (D) | 27. října 2002     | [ 11 ] |
| Ruud van Nistelrooy | Manchester United | Newcastle United     | 5:3 (D) | 23. listopadu 2002 | [ 12 ] |
| Robbie Keane        | Tottenham Hotspur | Everton              | 4:3 (D) | 12. ledna 2003     | [ 13 ] |
| Thierry Henry       | Arsenal           | West Ham United      | 3:1 (D) | 27. ledna 2003     | [ 14 ] |
| Ruud van Nistelrooy | Manchester United | Fulham               | 3:0 (D) | 22. března 2003    | [ 15 ] |
| Mark Viduka         | Leeds United      | Charlton Athletic    | 6:1 (H) | 5. dubna 2003      | [ 16 ] |
| Paul Scholes        | Manchester United | Newcastle United     | 6:2 (H) | 12. dubna 2003     | [ 17 ] |
| Michael Owen4       | Liverpool         | West Bromwich Albion | 6:0 (H) | 26. dubna 2003     | [ 18 ] |
| Ruud van Nistelrooy | Manchester United | Charlton Athletic    | 4:1 (D) | 3. května 2003     | [ 19 ] |
| Jermaine Pennant    | Arsenal           | Southampton          | 6:1 (D) | 7. května 2003     | [ 20 ] |
| Robert Pires        | Arsenal           | Southampton          | 6:1 (D) | 7. května 2003     | [ 20 ] |
| Fredrik Ljungberg   | Arsenal           | Sunderland           | 4:0 (H) | 11. května 2003    | [ 21 ] |

Poznámky
4 Hráč vstřelil 4 góly
(D) – Domácí tým
(H) – Hostující tým

#### Nejlepší asistenti

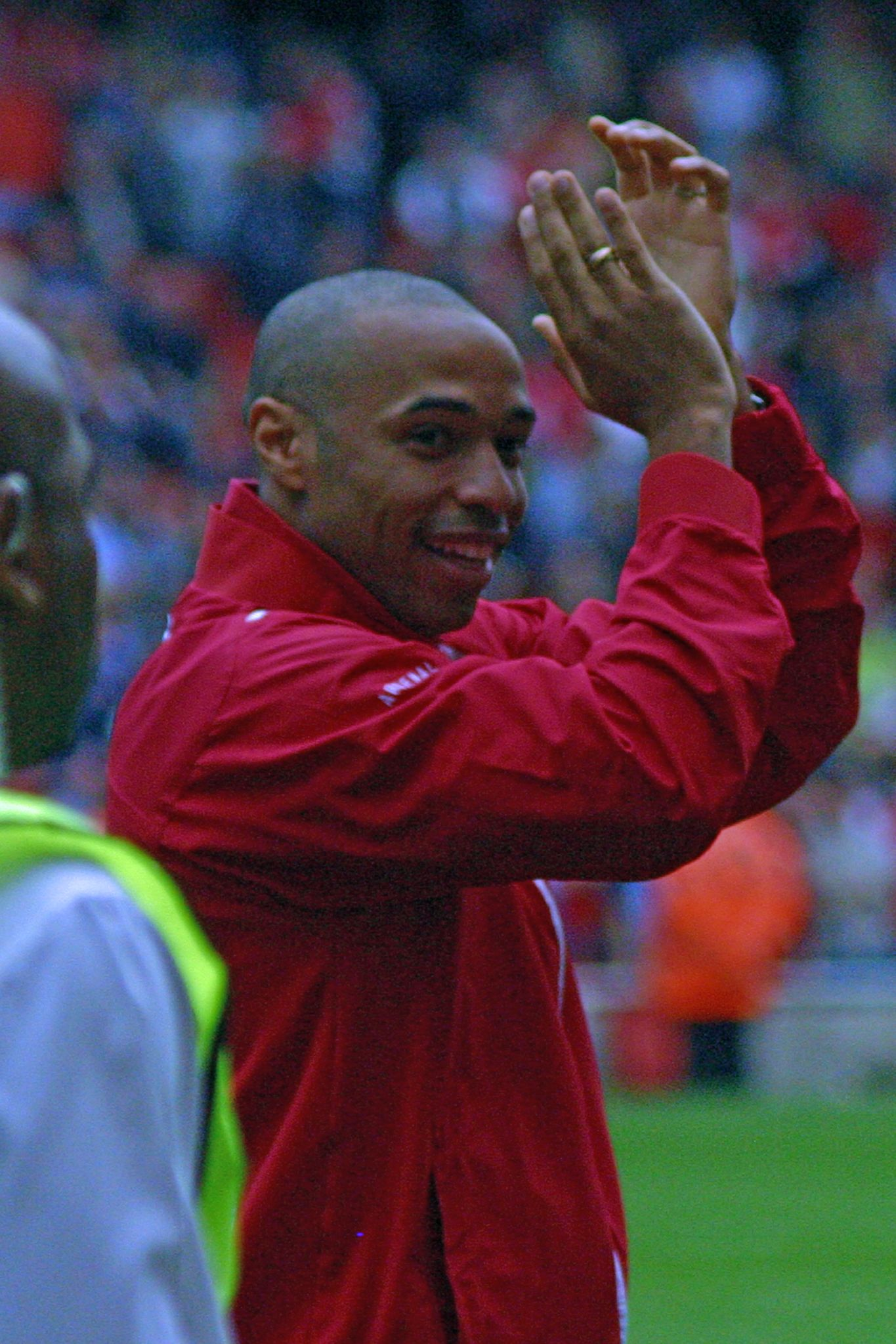
Thierry Henry asistoval v sezóně 2002/03 na nejvíce branek (20), a to v dresu Arsenalu.

|    | Hráč                    | Klub              | Asistence |
| -- | ----------------------- | ----------------- | --------- |
| 1. | Thierry Henry           | Arsenal           | 20        |
| 2. | Ryan Giggs              | Manchester United | 10        |
| 3. | Dennis Bergkamp         | Arsenal           | 9         |
| 4. | David Beckham           | Manchester United | 8         |
| 4. | Eyal Berkovic           | Manchester City   | 8         |
| 4. | Thomas Gravesen         | Everton           | 8         |
| 4. | Geremi                  | Middlesbrough     | 8         |
| 8. | Steven Gerrard          | Liverpool         | 7         |
| 8. | Jimmy Floyd Hasselbaink | Chelsea           | 7         |
| 8. | Claus Jensen            | Charlton Athletic | 7         |
| 8. | Harry Kewell            | Leeds United      | 7         |
| 8. | Danny Murphy            | Liverpool         | 7         |
| 8. | Laurent Robert          | Newcastle United  | 7         |
| 8. | Gianfranco Zola         | Chelsea           | 7         |

### Čistá konta
|    | Hráč               | Klub              | Čistá konta |
| -- | ------------------ | ----------------- | ----------- |
| 1. | Brad Friedel       | Blackburn Rovers  | 15          |
| 2. | Shay Given         | Newcastle United  | 14          |
| 3. | Carlo Cudicini     | Chelsea           | 12          |
| 3. | Jerzy Dudek        | Liverpool         | 12          |
| 5. | Richard Wright     | Everton           | 11          |
| 6. | Jussi Jääskeläinen | Bolton Wanderers  | 10          |
| 6. | Paul Robinson      | Leeds United      | 10          |
| 6. | Mark Schwarzer     | Middlesbrough     | 10          |
| 9. | Fabien Barthez     | Manchester United | 9           |
| 9. | David James        | West Ham United   | 9           |
| 9. | Antti Niemi        | Southampton       | 9           |
| 9. | Peter Schmeichel   | Manchester City   | 9           |

### Disciplína

#### Hráči
- Nejvíce žlutých karet: 12[24]
  -  Lee Bowyer (Leeds United/West Ham United)
  -  Ivan Campo (Bolton Wanderers)

- Nejvíce červených karet: 3[25]
  -  Franck Queudrue (Middlesbrough)

#### Klub
- Nejvíce žlutých karet: 69[26]
  - Birmingham City
  - Leeds United

- Nejvíce červených karet: 7[27]
  - Everton

## Ocenění

### Měsíční
| Měsíc    | Manager of the Month | Manager of the Month | Player of the Month | Player of the Month |
| Měsíc    | Trenér               | Klub                 | Hráč                | Klub                |
| -------- | -------------------- | -------------------- | ------------------- | ------------------- |
| Srpen    | Glenn Hoddle         | Tottenham Hotspur    | Sylvain Wiltord     | Arsenal             |
| Září     | Arsène Wenger        | Arsenal              | Thierry Henry       | Arsenal             |
| Říjen    | Gérard Houllier      | Liverpool            | Gianfranco Zola     | Chelsea             |
| Listopad | David Moyes          | Everton              | James Beattie       | Southampton         |
| Prosinec | Gordon Strachan      | Southampton          | Alan Shearer        | Newcastle United    |
| Leden    | Bobby Robson         | Newcastle United     | Paul Scholes        | Manchester United   |
| Únor     | Alan Curbishley      | Charlton Athletic    | Robert Pirès        | Arsenal             |
| Březen   | Glenn Roeder         | West Ham United      | Steven Gerrard      | Liverpool           |
| Duben    | Alex Ferguson        | Manchester United    | Ruud van Nistelrooy | Manchester United   |

### Roční ocenění
| Ocenění                              | Vítěz               | Klub              |
| ------------------------------------ | ------------------- | ----------------- |
| Premier League Manager of the Season | Alex Ferguson       | Manchester United |
| Premier League Player of the Season  | Ruud van Nistelrooy | Manchester United |
| PFA Players' Player of the Year      | Thierry Henry       | Arsenal           |
| PFA Young Player of the Year         | Jermaine Jenas      | Newcastle United  |
| Hráč roku dle FWA                    | Thierry Henry       | Arsenal           |

| PFA Team of the Year | PFA Team of the Year             | PFA Team of the Year             | PFA Team of the Year            | PFA Team of the Year            |
| -------------------- | -------------------------------- | -------------------------------- | ------------------------------- | ------------------------------- |
| Brankář              | Brad Friedel (Blackburn Rovers)  | Brad Friedel (Blackburn Rovers)  | Brad Friedel (Blackburn Rovers) | Brad Friedel (Blackburn Rovers) |
| Obránci              | Stephen Carr (Tottenham Hotspur) | Sol Campbell (Arsenal)           | William Gallas (Chelsea)        | Ashley Cole (Arsenal)           |
| Záložníci            | Kieron Dyer (Newcastle United)   | Paul Scholes (Manchester United) | Patrick Vieira (Arsenal)        | Robert Pirès (Arsenal)          |
| Útočníci             | Alan Shearer (Newcastle United)  | Alan Shearer (Newcastle United)  | Thierry Henry (Arsenal)         | Thierry Henry (Arsenal)         |

## Vítěz
| Premier League 2002/03 Manchester United (8. titul) |